# قائمة مقاطعات كنتاكي
هذه قائمة بمقاطعات ولاية كنتاكي الأمريكية:
- مقاطعة أدير
- مقاطعة ألين
- مقاطعة أنديرسون
- مقاطعة أوسلي
- مقاطعة أولدهام
- مقاطعة أوهايو
- مقاطعة أوين
- مقاطعة إدمونسون
- مقاطعة إستل
- مقاطعة إليوت
- مقاطعة باث
- مقاطعة بارين
- مقاطعة بالارد
- مقاطعة باول
- مقاطعة بايك
- مقاطعة بتلر
- مقاطعة براكين
- مقاطعة بريتهيت
- مقاطعة بريكينريج
- مقاطعة بوربون
- مقاطعة بوليت
- مقاطعة بوون
- مقاطعة بويد
- مقاطعة بويل
- مقاطعة بيري
- مقاطعة بيكهام
- مقاطعة بيل
- مقاطعة بيندلتون
- مقاطعة جاكسون
- مقاطعة جونسون
- مقاطعة جيسامين
- مقاطعة جيفيرسون
- مقاطعة دافييس
- مقاطعة غارارد
- مقاطعة غالاتين
- مقاطعة غرانت
- مقاطعة غرايسون
- مقاطعة غريفز
- مقاطعة غرين
- مقاطعة غرينوب
- مقاطعة فاييت
- مقاطعة فرانكلن
- مقاطعة فلتون
- مقاطعة فلويد
- مقاطعة فليمنغ
- مقاطعة كارتر
- مقاطعة كارلآيل
- مقاطعة كارول
- مقاطعة كالدويل
- مقاطعة كالوواي
- مقاطعة كامببيل
- مقاطعة كرستشيان
- مقاطعة كريتيندين
- مقاطعة كلارك
- مقاطعة كلاي
- مقاطعة كلينتون
- مقاطعة كمبرلاند
- مقاطعة كيسي
- مقاطعة كينتون
- مقاطعة لارو
- مقاطعة لوريل
- مقاطعة لورينس
- مقاطعة لوغان
- مقاطعة لويس
- مقاطعة لي
- مقاطعة ليتشر
- مقاطعة ليسلي
- مقاطعة ليفينغستون
- مقاطعة لينكن
- مقاطعة ليون
- مقاطعة ماديسون
- مقاطعة مارتن
- مقاطعة مارشال
- مقاطعة ماريون
- مقاطعة ماسون
- مقاطعة ماغوفين
- مقاطعة مككراكين
- مقاطعة مككريري
- مقاطعة مكلين
- مقاطعة مورغان
- مقاطعة مولينبرغ
- مقاطعة مونتغومري
- مقاطعة مونرو
- مقاطعة ميتكالف
- مقاطعة ميد
- مقاطعة ميرسير
- مقاطعة مينيفي
- مقاطعة نوت
- مقاطعة نوكس
- مقاطعة نيكولاس
- مقاطعة نيلسون
- مقاطعة هارت
- مقاطعة هاردين
- مقاطعة هارلن
- مقاطعة هاريسون
- مقاطعة هانكوك
- مقاطعة هنري
- مقاطعة هوبكنز
- مقاطعة هيكمان
- مقاطعة هينديرسون